# Londoner Club
Der Londoner Club (eng. London Club oder Club of London, frz. Club de Londres)  ist ein informelles Gremium, das Gläubigerbanken und in Zahlungsschwierigkeiten geratene Schuldnerstaaten mit dem Ziel der Umschuldung, des Schuldenerlasses, eines Moratoriums oder auch einer Änderung der Kreditbedingungen privater Forderungen zusammenführt.

## Geschichte
Er entstand im Mai 1976 bei der Umschuldung der Auslandsschulden von Zaire. Seit August 1982 (Ausbruch der Mexiko-Krise) ist ein Zusammenwirken mit dem Pariser Club gewährleistet, um staatliche und kreditwirtschaftliche Gläubiger zu koordinieren. Die im Londoner Club vertretenen Gläubigerbanken orientieren sich an den Verhandlungen des Pariser Clubs. Es gibt mithin eine Kausalitätskette, die beim IWF beginnt. Der IWF muss finanzielle Hilfen an einen Schuldnerstaat positiv votiert haben, bevor der Pariser Club tätig wird. Tritt dieser in Verhandlungen mit dem Schuldnerstaat ein, so kann bei Bedarf auch der Londoner Club tätig werden.

## Organisation
Ebenso wie der Pariser Club hat der Londoner Club keine geschriebenen rechtlichen Grundlagen, Organisationsverfassungen oder Geschäftsbedingungen und funktioniert allein aufgrund der in den letzten Jahrzehnten entstandenen Tradition und ständigen Übung. Er gehört daher nicht zu den internationalen Nichtregierungsorganisationen. Anders als der Pariser Club hat der Londoner Club kein Sekretariat und keinen festen Tagungsort. Anfänglich fanden die meisten Verhandlungen in London statt, was zu seiner Namensgebung führte.

## Zusammensetzung und Arbeitsweise
Der Londoner Club setzt sich aus rund 1.000 privaten Gläubigerbanken zusammen. Er trifft sich meistens gleichzeitig mit dem Pariser Club. Eine Zusage des Londoner Clubs setzt mindestens voraus, dass ein positives Votum des IWF und/oder eine Zusage des Pariser Clubs vorliegt. Ohne diese Auflagen wird der Londoner Club nicht tätig (Konditionalität). Beim Erlass der Schulden wird meistens nur die eigentliche Kreditsumme erlassen, die angefallenen Zinsen müssen weiterhin zurückgezahlt werden. Die Verhandlungen unterliegen keinen festen Regelungen, auch ein Anspruch der Schuldner auf Erlass der Schulden besteht nicht.